# نمای خانه آقای احمدی
نمای خانهٔ آقای احمدی؛ نام نمای خانه‌ای تاریخی مربوط به دورهٔ پهلوی اول است و در شهرستان مشهد، شهر مشهد، خیابان آخوند خراسانی، نبش آخوند خراسانی ۱۹ (کوچهٔ ارگ) واقع شده و این اثر در تاریخ ۲۵ آبان ۱۳۸۴ با شمارهٔ ثبت ۱۳۸۷۵ به‌عنوان یکی از آثار ملی ایران به ثبت رسیده‌است.